# Глогово
Гло́гово (болг. Глогово) — село в Ловецькій області Болгарії. Входить до складу общини Тетевен.

## Населення
За даними перепису населення 2011 року у селі проживали 1647 осіб.
Національний склад населення села:
| Національність   | Кількість осіб | Відсоток |
| ---------------- | -------------- | -------- |
| болгари          | 1110           | 75,5%    |
| турки            | 3              | 0,2%     |
| цигани           | 3              | 0,2%     |
| інша             | 331            | 22,5%    |
| не визначились   | 23             | 1,6%     |
| Всього відповіли | 1470           |          |

Розподіл населення за віком у 2011 році:
Динаміка населення: